# Rhys Davies (Schriftsteller)
Rhys Davies (* 9. November 1901 in Clydach Vale, Glamorganshire; † 21. August 1978 in London) war ein walisischer Schriftsteller.

## Leben
Rhys Davies wurde als Sohn eines Ladeninhabers geboren. Er besuchte die Porth Grammar School. Ab Anfang der 1920er Jahre lebte er in London als freischaffender Schriftsteller. Im Jahr 1928 besuchte er Paris und die Provence, es folgten weitere Auslandsreisen.
1968 erfolgte seine Ernennung zum Officier of the Order of the British Empire. Er schrieb Romane, Kurzgeschichten und Essays. Außerdem verfasste er ein Musical-Libretto sowie eine Autobiografie.

## Werke (Auswahl)
- The Withered Root, Roman, 1927
- Rings on Her Fingers, Roman, 1930
- Count Your Blessings, Roman, 1932
- The Red Hills, Roman, 1932 (deutsch: The red Hills, 1934)
- Trilogie
  - Honey and Bread, Roman, 1935
  - A Time to Laugh, Roman, 1937
  - Jubilee Blues, Roman, 1938
- The Things Men Do, Kurzgeschichten, 1936
- My Wales, Essay, 1937
- Under the Rose, Roman, 1940
- Tomorrow to Fresh Woods, Roman, 1941
- The Story of Wales, Essay, 1943
- The Black Venus, Roman, 1944
- The Trip on London, Kurzgeschichten, 1946
- Boy with a Trumpet, Kurzgeschichten, 1949 (deutsch: Der Junge mit der Trompete, 1960)
- The Painted King, Roman, 1954
- No Escape, Stück, 1954
- The Collected Stories of Rhys Davies, 1955
- The Perishable Quality, Roman, 1957
- The Darling of Her Heart, Kurzgeschichten, 1958
- The Chosen One, Kurzgeschichten, 1967
- Print of a Hare´s Foot, Autobiografie, 1969
- Nobody Answered the Bell, Roman, 1971
- The Honeysuckle Girls, Roman, 1975